# Sportverein Waldhof Mannheim 07 1982-1983
Questa voce raccoglie le informazioni riguardanti lo Sportverein Waldhof Mannheim 07 nelle competizioni ufficiali della stagione 1982-1983.

## Stagione
Nella stagione 1982-1983 il Mannheim, allenato da Klaus Schlappner, concluse il campionato di 2. Bundesliga al 1º posto. In Coppa di Germania il Mannheim fu eliminato agli ottavi di finale dal Borussia M'gladbach.

## Rosa
| N. |                     | Ruolo | Calciatore          |
| -- | ------------------- | ----- | ------------------- |
|    | Germania (bandiera) | P     | Walter Pradt        |
|    | Germania (bandiera) | P     | Uwe Zimmermann      |
|    | Germania (bandiera) | D     | Oskar Bauer         |
|    | Germania (bandiera) | D     | Roland Dickgießer   |
|    | Germania (bandiera) | D     | Stefan Knapp        |
|    | Germania (bandiera) | D     | Ulf Quaisser        |
|    | Germania (bandiera) | D     | Günter Sebert       |
|    | Grecia (bandiera)   | D     | Dīmītrios Tsionanīs |
|    | Grecia (bandiera)   | D     | Pandelis Tsionanīs  |
|    | Germania (bandiera) | C     | Wolfgang Böhni      |

| N. |                     | Ruolo | Calciatore         |
| -- | ------------------- | ----- | ------------------ |
|    | Germania (bandiera) | C     | Jürgen Fischer     |
|    | Germania (bandiera) | C     | Hans Hein          |
|    | Germania (bandiera) | C     | Volker Kispert     |
|    | Germania (bandiera) | C     | Dieter Schlindwein |
|    | Germania (bandiera) | C     | Alfred Schön       |
|    | Germania (bandiera) | A     | Karl-Heinz Bührer  |
|    | Germania (bandiera) | A     | Paul Linz          |
|    | Germania (bandiera) | A     | Jürgen Makan       |
|    | Germania (bandiera) | A     | Fritz Walter       |

## Organigramma societario
Area tecnica
- Allenatore: Klaus Schlappner
- Allenatore in seconda: Klaus Sinn
- Preparatore dei portieri:
- Preparatori atletici:

## Calciomercato

### Sessione estiva
| Acquisti | Acquisti  | Acquisti   | Acquisti |
| R.       | Nome      | da         | Modalità |
| -------- | --------- | ---------- | -------- |
| A        | Paul Linz | Freiburger |          |

| Cessioni | Cessioni        | Cessioni       | Cessioni |
| R.       | Nome            | a              | Modalità |
| -------- | --------------- | -------------- | -------- |
| A        | Karl-Heinz Emig | Hertha Berlino |          |
| C        | Roland Luksch   | Union Solingen |          |

### Sessione invernale
| Acquisti | Acquisti | Acquisti | Acquisti |
| R.       | Nome     | da       | Modalità |
| -------- | -------- | -------- | -------- |

| Cessioni | Cessioni | Cessioni | Cessioni |
| R.       | Nome     | a        | Modalità |
| -------- | -------- | -------- | -------- |

## Risultati

### 2. Bundesliga

#### Girone di andata
| Arbitro: | Zimmermann |

|  |           |                      |
|  | Marcatori | 87’ Makan 89’ Bührer |

| Arbitro: | Eschweiler |

|  |           |            |
|  | Marcatori | 38’ Kutzop |

| Arbitro: | Kespohl |

|  |           |                    |
|  | Marcatori | 8’ Walter 32’ Linz |

| Arbitro: | Bodmer |

|                                        |           |  |
| Hein 22’ Bührer 24’ Linz 37’ Bauer 59’ | Marcatori |  |

| Arbitro: | Wiesel |

|                                                             |           |                     |
| Brühl 6’, 35’ Balewski 38’ Steinhauer 74’ Pirsig 90’ (rig.) | Marcatori | 51’ Hein 82’ Walter |

| Arbitro: | Eli |

|           |           |           |
| Knapp 81’ | Marcatori | 68’ Szech |

| Arbitro: | Horeis |

|                              |           |          |
| Rombach 26’ Dickert 45’, 87’ | Marcatori | 38’ Hein |

| Arbitro: | Roth |

|                     |           |  |
| Walter 39’ Linz 50’ | Marcatori |  |

| Arbitro: | Barnick |

|           |           |           |
| Werres 4’ | Marcatori | 19’ Bauer |

| Arbitro: | Pauly |

|               |           |                   |
| Linz 38’, 68’ | Marcatori | 58’ (rig.) Eymold |

| Arbitro: | Wuttke |

|                                |           |                     |
| Scholz 27’ Schatzschneider 30’ | Marcatori | 56’ Walter 85’ Linz |

| Arbitro: | Puchalski |

|                                     |           |                      |
| Walter 6’, 47’ Bernecker 58’ (aut.) | Marcatori | 62’ (rig.) Cestonaro |

| Arbitro: | Osmers |

|              |           |            |
| Willkomm 69’ | Marcatori | 63’ Walter |

| Arbitro: | Wahmann |

|                                                |           |  |
| Bührer 45’, 71’ Grabmeier 54’ (aut.) Böhni 64’ | Marcatori |  |

| Arbitro: | Redelfs |

|  |           |          |
|  | Marcatori | 90’ Hein |

| Arbitro: | Schmidhuber |

|                                      |           |  |
| Linz 5’ Sebert 26’ (rig.) Walter 76’ | Marcatori |  |

| Arbitro: | Ahlenfelder |

|  |           |                        |
|  | Marcatori | 5’ Quaisser 82’ Walter |

| Arbitro: | Correll |

|         |           |          |
| Benz 4’ | Marcatori | 86’ Linz |

| Arbitro: | Dellwing |

|                              |           |                       |
| Sebert 56’ (rig.) Bührer 65’ | Marcatori | 52’ Diekmann 87’ Lenz |

#### Girone di ritorno
| Arbitro: | Brückner |

|                                    |           |  |
| Bührer 45’ Dickgießer 53’ Linz 67’ | Marcatori |  |

| Arbitro: | Roth |

|  |           |                         |
|  | Marcatori | 23’ Linz 89’ Dickgießer |

| Arbitro: | Kautschor |

|                            |           |  |
| Walter 57’, 83’ Sebert 77’ | Marcatori |  |

| Augusta 29 gennaio 1983, ore 15:00 CET 23ª giornata | Augusta | 0 – 0 referto | Waldhof Mannheim | Rosenaustadion (9 000 spett.)\| Arbitro: \| Gabor \| |
| Arbitro:                                            | Gabor   |               |                  |                                                      |

| Arbitro: | Bruch |

|                                                                      |           |  |
| Dickgießer 7’ Hein 42’, 50’, 88’ Linz 58’ Walter 77’, 82’ Bührer 85’ | Marcatori |  |

| Arbitro: | Heitmann |

|                       |           |          |
| Herget 4’ Raschid 41’ | Marcatori | 17’ Hein |

| Arbitro: | Theobald |

|                                                    |           |           |
| Sebert 22’ (rig.) Hein 37’, 58’ Knapp 74’ Linz 88’ | Marcatori | 9’ Thomas |

| Arbitro: | Tritschler |

|                                |           |                                        |
| Täuber 11’ Quaisser 71’ (aut.) | Marcatori | 31’ (rig.) Sebert 46’, 49’, 85’ Walter |

| Arbitro: | Redelfs |

|               |           |                     |
| Hein 35’, 62’ | Marcatori | 15’ Schatzschneider |

| Arbitro: | Retzmann |

|              |           |                   |
| Nordgren 10’ | Marcatori | 72’ (rig.) Sebert |

| Arbitro: | Werner |

|                                                 |           |            |
| Sebert 8’ (rig.) Linz 42’ Walter 59’ Bührer 79’ | Marcatori | 60’ Scholz |

| Arbitro: | Ahlenfelder |

|               |           |          |
| Vorreiter 17’ | Marcatori | 15’ Hein |

| Arbitro: | Hontheim |

|                                   |           |  |
| Walter 14’ Linz 52’, 73’ Hein 87’ | Marcatori |  |

| Arbitro: | Tritschler |

|            |           |  |
| Schaub 13’ | Marcatori |  |

| Arbitro: | Niebergall |

|                           |           |             |
| Walter 8’, 16’ Bührer 54’ | Marcatori | 78’ Wegmann |

| Arbitro: | Schütte |

|                                    |           |                               |
| Heck 10’ Büssers 33’ Wohlfarth 52’ | Marcatori | 12’ Knapp 44’ Sebert 76’ Linz |

| Arbitro: | Engel |

|                                |           |  |
| Walter 15’ Sebert 36’ Hein 81’ | Marcatori |  |

| Arbitro: | Wuttke |

|  |           |                                  |
|  | Marcatori | 61’ Meisel 78’ Ludwig 86’ Schulz |

| Arbitro: | Horeis |

|                  |           |  |
| Schäfer 40’, 70’ | Marcatori |  |

### Coppa di Germania
| Arbitro: | Schmidhuber |

|                             |           |  |
| Pezzey 34’ (aut.) Schön 84’ | Marcatori |  |

| Arbitro: | Dilg |

|                              |           |  |
| Bührer 11’ Sebert 80’ (rig.) | Marcatori |  |

| Arbitro: | Hontheim |

|            |           |  |
| Hannes 34’ | Marcatori |  |

## Statistiche

### Statistiche di squadra
| Competizione      | Punti | In casa | In casa | In casa | In casa | In casa | In casa | In trasferta | In trasferta | In trasferta | In trasferta | In trasferta | In trasferta | Totale | Totale | Totale | Totale | Totale | Totale | DR  |
| Competizione      | Punti | G       | V       | N       | P       | Gf      | Gs      | G            | V            | N            | P            | Gf           | Gs           | G      | V      | N      | P      | Gf     | Gs     | DR  |
| ----------------- | ----- | ------- | ------- | ------- | ------- | ------- | ------- | ------------ | ------------ | ------------ | ------------ | ------------ | ------------ | ------ | ------ | ------ | ------ | ------ | ------ | --- |
| 2. Bundesliga     | 52    | 19      | 15      | 2       | 2       | 56      | 13      | 19           | 6            | 8            | 5            | 27           | 25           | 38     | 21     | 10     | 7      | 83     | 38     | +45 |
| Coppa di Germania | -     | 2       | 2       | 0       | 0       | 4       | 0       | 1            | 0            | 0            | 1            | 0            | 1            | 3      | 2      | 0      | 1      | 4      | 1      | +3  |
| Totale            | 52    | 21      | 17      | 2       | 2       | 60      | 13      | 20           | 6            | 8            | 6            | 27           | 26           | 41     | 23     | 10     | 8      | 87     | 39     | +48 |

### Andamento in campionato
| Giornata  | 1 | 2 | 3 | 4 | 5 | 6 | 7 | 8 | 9 | 10 | 11 | 12 | 13 | 14 | 15 | 16 | 17 | 18 | 19 | 20 | 21 | 22 | 23 | 24 | 25 | 26 | 27 | 28 | 29 | 30 | 31 | 32 | 33 | 34 | 35 | 36 | 37 | 38 |
| --------- | - | - | - | - | - | - | - | - | - | -- | -- | -- | -- | -- | -- | -- | -- | -- | -- | -- | -- | -- | -- | -- | -- | -- | -- | -- | -- | -- | -- | -- | -- | -- | -- | -- | -- | -- |
| Luogo     | T | C | T | C | T | C | T | C | T | C  | T  | C  | T  | C  | T  | C  | T  | T  | C  | C  | T  | C  | T  | C  | T  | C  | T  | C  | T  | C  | T  | C  | T  | C  | T  | C  | C  | T  |
| Risultato | V | P | V | V | P | N | P | V | N | V  | N  | V  | N  | V  | V  | V  | V  | N  | N  | V  | V  | V  | N  | V  | P  | V  | V  | V  | N  | V  | N  | V  | P  | V  | N  | V  | P  | P  |
| Posizione | 5 | 8 | 8 | 4 | 7 | 7 | 9 | 7 | 7 | 6  | 6  | 6  | 7  | 5  | 5  | 3  | 3  | 3  | 3  | 2  | 2  | 1  | 1  | 1  | 2  | 2  | 1  | 1  | 1  | 1  | 1  | 1  | 1  | 1  | 1  | 1  | 1  | 1  |

Legenda:

Luogo: C = Casa; T = Trasferta. Risultato: V = Vittoria; N = Pareggio; P = Sconfitta.

### Statistiche dei giocatori
!! colspan="4" | Totale

| Giocatore      | 2. Bundesliga | 2. Bundesliga | 2. Bundesliga | 2. Bundesliga | Coppa di Germania O. Bauer | Coppa di Germania O. Bauer | Coppa di Germania O. Bauer | Coppa di Germania O. Bauer | 23       | 2    | 3           | 0          | 3 | 0 | 0 | 0 | 26 | 2 | 3 | 0 |
| Giocatore      | Presenze      | Reti          | Ammonizioni   | Espulsioni    | Presenze                   | Reti                       | Ammonizioni                | Espulsioni                 | Presenze | Reti | Ammonizioni | Espulsioni |   |   |   |   |    |   |   |   |
| W. Böhni       | 15            | 1             | 0             | 0             | 1                          | 0                          | 0                          | 0                          | 16       | 1    | 0           | 0          |   |   |   |   |    |   |   |   |
| K. Bührer      | 30            | 9             | 8             | 0             | 3                          | 1                          | 1                          | 0                          | 33       | 10   | 9           | 0          |   |   |   |   |    |   |   |   |
| R. Dickgießer  | 34            | 3             | 12            | 0             | 3                          | 0                          | 0                          | 0                          | 37       | 3    | 12          | 0          |   |   |   |   |    |   |   |   |
| J. Fischer     | 1             | 0             | 0             | 0             | 0                          | 0                          | 0                          | 0                          | 1        | 0    | 0           | 0          |   |   |   |   |    |   |   |   |
| H. Hein        | 38            | 15            | 3             | 0             | 3                          | 0                          | 0                          | 0                          | 41       | 15   | 3           | 0          |   |   |   |   |    |   |   |   |
| V. Kispert     | 9             | 0             | 0             | 0             | 0                          | 0                          | 0                          | 0                          | 9        | 0    | 0           | 0          |   |   |   |   |    |   |   |   |
| S. Knapp       | 31            | 3             | 4             | 0             | 2                          | 0                          | 0                          | 0                          | 33       | 3    | 4           | 0          |   |   |   |   |    |   |   |   |
| P. Linz        | 37            | 16            | 5             | 0             | 3                          | 0                          | 1                          | 0                          | 40       | 16   | 6           | 0          |   |   |   |   |    |   |   |   |
| J. Makan       | 26            | 1             | 2             | 0             | 1                          | 0                          | 0                          | 0                          | 27       | 1    | 2           | 0          |   |   |   |   |    |   |   |   |
| W. Pradt       | 0             | 0             | 0             | 0             | 0                          | 0                          | 0                          | 0                          | 0        | 0    | 0           | 0          |   |   |   |   |    |   |   |   |
| U. Quaisser    | 36            | 1             | 2             | 0             | 3                          | 0                          | 1                          | 0                          | 39       | 1    | 3           | 0          |   |   |   |   |    |   |   |   |
| D. Schlindwein | 34            | 0             | 8             | 0             | 3                          | 0                          | 0                          | 0                          | 37       | 0    | 8           | 0          |   |   |   |   |    |   |   |   |
| A. Schön       | 28            | 0             | 4             | 0             | 2                          | 1                          | 0                          | 0                          | 30       | 1    | 4           | 0          |   |   |   |   |    |   |   |   |
| G. Sebert      | 37            | 9             | 6             | 0             | 3                          | 1                          | 1                          | 0                          | 40       | 10   | 7           | 0          |   |   |   |   |    |   |   |   |
| D. Tsionanīs   | 21            | 0             | 4             | 0             | 3                          | 0                          | 1                          | 0                          | 24       | 0    | 5           | 0          |   |   |   |   |    |   |   |   |
| P. Tsionanīs   | 14            | 0             | 0             | 0             | 0                          | 0                          | 0                          | 0                          | 14       | 0    | 0           | 0          |   |   |   |   |    |   |   |   |
| F. Walter      | 35            | 21            | 6             | 0             | 3                          | 0                          | 0                          | 0                          | 38       | 21   | 6           | 0          |   |   |   |   |    |   |   |   |
| U. Zimmermann  | 38            | 0             | 1             | 0             | 3                          | 0                          | 0                          | 0                          | 41       | 0    | 1           | 0          |   |   |   |   |    |   |   |   |